# Emelina Peyrellade Zaldívar
Emelina Peyrellade Zaldívar (Camagüey, 1842–1877) va ser una escriptora i traductora cubana vinculada a l'ambient literari de Camagüey.
Va néixer a Camagüey el 1842. Era filla del publicista francès Emilio Peyrellade. Segons Domitila García, va rebre una bona educació amb un important coneixement artístic i literari. Des de la seva joventut va dedicar-se a conrear l'escriptura, i es va vincular a l'ambient literari i als escriptors cubans de Camagüey, especialitzant-se en la traducció de l'italià i el francès al castellà. Les seves traduccions van aparèixer a diverses publicacions com El Fanal, El Oriente i El Popular. En destaca la de Guillem Tell, la qual va aparèixer a El Fanal el 26 de febrer de 1861, tot i que també va traduir, entre d'altres, Victor Ducange.